# George Harrison: Living in the Material World
George Harrison: Living in the Material World è un film documentario del 2011 diretto da Martin Scorsese.
Film biografico pubblicato nell'ottobre del 2011, basato sulla vita di George Harrison.

## Trama
Il film narra la storia di George Harrison dai suoi primi anni a Liverpool, al successo dei Beatles, ai viaggi in India e all'influenza della cultura indiana, senza tralasciare la sua importanza come membro dei Beatles. Il film consiste principalmente di filmati mai resi pubblici, e di interviste a persone che hanno vissuto con lui.

## Produzione
Dopo la morte di Harrison nel 2001, varie case cinematografiche approcciarono la vedova Olivia circa la produzione di un film sulla vita del marito. Olivia declinò le offerte in quanto avrebbe voluto raccontare lei stessa la storia di George attraverso i filmati d'archivio in suo possesso. Quando però incontrò Scorsese, diede l'assenso all'operazione e divenne anche produttrice del film. Nel corso del 2008 e del 2009, Scorsese alternò la lavorazione di Shutter Island con la produzione del documentario su Harrison.

## Distribuzione
Il documentario debuttò nel corso del festival Foundation for Art and Creative Technology di Liverpool il 2 ottobre 2011.

## Persone presenti nel documentario
- Neil Aspinall
- John Barham
- Jane Birkin
- Pattie Boyd
- Eric Clapton
- Ray Cooper
- Terry Gilliam
- Mukunda Goswami
- Dhani Harrison
- Harry Harrison
- Irene Harrison
- Louise Harrison
- Pauline Harrison
- Peter Harrison
- Damon Hill
- Eric Idle
- Arthur Kelly
- Jim Keltner
- Astrid Kirchherr
- Paul Lanzanic
- Jeff Lynne
- George Martin
- Paul McCartney
- Gary Moore
- Gordon Murray
- Yōko Ono
- Tom Petty
- Red Ronnie
- Ken Scott
- Ravi Shankar
- Phil Spector
- Ringo Starr
- Jackie Stewart
- Joan Taylor
- Klaus Voormann
- Gary Wright